# مارسل مهووی
مارسل مهووی (انگلیسی: Marcel Mahouvé؛ زادهٔ ۱۶ ژانویهٔ ۱۹۷۳) یک بازیکن فوتبال اهل کامرون است.
وی همچنین در تیم ملی فوتبال کامرون بازی کرده است.